# Michel Rembold
Michel Rembold (* 1965 in Basel) ist ein Schweizer Pianist und Dozent für Klavier.

## Leben
Rembold schloss das Musikstudium als Konzertpianist ab und wurde 1995 Steinway-Künstler. Besondere Beachtung erreichte Rembolds Einspielung der Liszt Sonate in h-Moll. Kritiker lobten die Virtuosität.
Michel Rembold war über 20 Jahre Mitglied der Schweizerischen Akademie für Musikpädagogik und Dozent für Klavier des Schweizer Musikpädagogischen Verbandes zur Ausbildung professioneller Pianisten.
Ab 2007 gründete Michel Rembold mehrere neue Klavierschulen in Schweizer Städten, 2007 das Klavier-Institut Frédéric Chopin in Basel, und danach Zürich (2010), Luzern (2011), Affoltern am Albis (2013), Uster (2019), Jona-Rapperswil (2022), und das Klang Konservatorium Basel (2019). Rembold forderte im pädagogische Ansatz für die neuen Schulen mehr Professionalität und praxisorientierte, motivierende Förderung der Schüler.